# Kupferhammer an der Roth
Kupferhammer an der Roth (fränkisch: Kubfahamma bzw. Ewahamma) ist ein Gemeindeteil der Kreisstadt Roth im Landkreis Roth (Mittelfranken, Bayern). Kupferhammer liegt in der Gemarkung Eckersmühlen.

## Geografie
Die Einödmühle befindet sich an der Roth. Im Norden liegt das Flurgebiet „Wart“.

## Geschichte
Um 1400 wurde der Ort als „Oberer Hammer“ erstmals urkundlich erwähnt. Zu dieser Zeit baute der Nürnberger Patrizier Karl Holzschuher die Mühle zum Schmelzhammer um. In der ersten Hälfte des 15. Jahrhunderts wurde das Anwesen an die Rother Marienkirche verkauft. Nach 1700 wurde sie als Kupferhammer betrieben.
Gegen Ende des 18. Jahrhunderts gehörte der Kupferhammer zur Realgemeinde Eckersmühlen. Es gab ein Anwesen. Das Hochgericht übte das brandenburg-ansbachische Oberamt Roth aus. Das Anwesen hatte das Kastenamt Roth als Grundherrn. Unter der preußischen Verwaltung (1792–1806) des Fürstentums Ansbach erhielt der Kupferhammer die Hausnummer 45 des Ortes Eckersmühlen.
Von 1797 bis 1808 unterstand der Ort dem Justiz- und Kammeramt Roth. Im Rahmen des Gemeindeedikts wurde Kupferhammer dem 1808 gebildeten Steuerdistrikt Eckersmühlen und der 1811 gegründeten Ruralgemeinde Eckersmühlen zugeordnet. Am 1. Mai 1978 wurde Kupferhammer an der Roth im Zuge der Gebietsreform in Bayern nach Roth eingegliedert.

## Einwohnerentwicklung
| Jahr      | 001818 | 001840 | 001861 | 001871 | 001885 | 001900 | 001925 | 001950 | 001961 | 001970 | 001987 |
| Einwohner | 7      | 9      | *      | 8      | 8      | 4      | 2      | 7      | 4      | 6      | *      |
| Häuser    | 4      | 1      |        |        | 1      | 1      | 1      | 1      | 1      |        | *      |
| Quelle    | [ 11 ] | [ 12 ] | [ 13 ] | [ 14 ] | [ 15 ] | [ 16 ] | [ 17 ] | [ 18 ] | [ 19 ] | [ 20 ] | [ 21 ] |

## Religion
Kupferhammer ist seit der Reformation evangelisch-lutherisch geprägt und bis heute in die Dreifaltigkeitskirche (Eckersmühlen) gepfarrt. Die Katholiken waren ursprünglich nach St. Johannes der Täufer (Hilpoltstein) gepfarrt, heute ist die Pfarrei Maria Aufnahme in den Himmel (Roth) zuständig.